# Endoxyla turneri
Endoxyla turneri is een vlinder uit de familie van de Houtboorders (Cossidae). De soort is voor het eerst wetenschappelijk beschreven als Xyleutes turneri door Walter Karl Johann Roepke in een publicatie uit 1955.
De soort komt voor in Australië (Queensland).